# Vasile Chelaru
Vasile Chelaru (n. 13 iunie 1921, Ștefan cel Mare, România – d. 1 martie 1999, București, România) a fost un scrimer olimpic român și un antrenor de scrimă.

## Carieră
Vasile Chelaru s-a născut în Șerbești, acum Ștefan cel Mare, județul Neamț. Din 1941 a studiat la o academie militară, apoi la Institutul Militar de Educație Fizică. A început să practice scrimă în cursul studiilor său, absolvind aceasta specializare în 1946. Trăgea la cele trei arme. A luat parte la probele de floretă individual și pe echipe, precum și la proba de sabie individual la Jocurile Olimpice de vară din 1952 de la Helsinki. În anul următor a devenit campion a României la floretă.
În anul 1957 a devenit antrenor de scrimă la Casa Centrală a Armatei, acum CSA Steaua București și din 1964 antrenor ambelor loturi de floretă a României. Sur îndrumarea sa, lotul masculin a câștigat primul titlul mondial din istorie scrimei românești la Campionatul Mondial din 1967 de la Montreal, Ion Drîmbă a cucerit aurul la Jocurile Olimpice din 1968 de la Mexico City și lotul feminin s-a păstrat titlul mondial la Campionatul Mondial din 1969 de la Havana. Pentru realizări sale a fost numit antrenor emerit în 1968.
Vasile Chelaru a murit la 1 martie 1999 la București.

## Vezi și
- România la Jocurile Olimpice de vară din 1952